# Quinta da Carnota
A Quinta da Carnota fica à beira da estrada dos Cadafaes a Santa Ana da Carnota, um pouco para diante do lugar dos Refugidos. O muro da cerca, do lado dos Cadafaes, é o seu limite a (antiga) freguesia de Santo Estêvão, naquela direcção.
Situada na região Oeste de Portugal a apenas 35 quilómetros de Lisboa e a 5 quilómetros da vila de Alenquer. Encontra-se rodeado por jardins e uma mata centenária com uma espectacular vista. Foi em tempos uma das mais lindas propriedades do concelho de Alenquer e continua a ser uma das mais antigas. É hoje em dia um hotel de luxo e está atualmente em óptimo estado de conservação graças ao investimento privado nela realizado.
No entanto a atual gestão não tem capacidade de gerir corretamente e de forma séria este espaço o que levará a que em curto espaço tempo, a uma desvalorização e talvez perda da sua beleza enquanto espaço de eventos.

## Das origens ao Convento

### Como pertença do Mosteiro de Odivelas
A maior parte da cerca pertencia, antes de 1400, à Quinta da Carnota, que era do mosteiro de Odivelas. À mesma quinta pertencem ainda as três terras, mato e olival, que ficam para o Noroeste da cerca, e entre esta (ou a estrada) e o rio. Em 1408 foi separada do resto da quinta para se fundar nela um convento de frades menores.
Tinham já decorrido três quartos do século XIV, quando, na Igreja Católica, nasceu a célebre dissensão conhecida na história pelo título de o Grande Cisma Ocidental. Durante quarenta e um anos andaram os católicos assim divididos, alguns países reconhecendo como papa, o Papa Urbano e outros o Papa Clemente. Esta divisão criou vários problemas e divergências religiosas e políticas.
Fugidos de uma casa franciscana da província de São Tiago, na Galiza - onde o rancor religioso dos partidários do papa e do antipapa se tornou tão insuportável - cinco dos irmãos mais afamados de virtude, e eminentes em teologia, saíram do convento, e procuraram abrigo em terras de Portugal.
Foram eles:
- Fr. Diogo de Árias, asturiano, grande letrado e insigne pregador;
- Fr. Gonçalo Marinho, filho e herdeiro da esclarecida casa de Altamira e de muitas outras vilas e castelos;
- Fr. Pedro de Alamancos;
- Fr. Francisco Sallo;
- Fr. Garcia de Montarias;

Apenas entrados em Portugal, começaram uma espécie de missão, chamando os povos à religião, e os religiosos de profissão à mais estreita observância de seus votos e regra, de que, segundo parece, andavam, então, bastante afastados. Atraíram prosélitos em grande número, e conceberam a ideia de fundar novos conventos, dos quais o primeiro foi o albergue do Mosteiro, próximo de Valença do Minho.
Chegou a notícia destes santos varões à corte de D. João, nos últimos anos do século XIV; e, em 1400, el-rei os mandou chamar a Lisboa, para reformarem o convento de S. Francisco de Alenquer, que, sendo o mais antigo da Ordem, estava em tal estado de anarquia que se achava quase abandonado pelos conventuais. Começaram por aí e passaram a trabalhar em vários pontos em redor fundando o Convento de St. António da Castanheira, e depois, ao procurar constantemente lugares adequados para novas casas, tiveram notícia do sítio do convento actual da Carnota, onde parece que nada havia senão uma ermida muito pequena, com uma imagem de Santa Catarina que tinha vindo da capela primitiva do convento daquele orago, ao pé de Alenquer, quando foi arruinada pelas cheias invernais do rio que passa pela vila.
Pediram licença a El-rei para fundar um convento; e ele, comprando às freiras de Odivelas o terreno que se dizia ser preciso, pelo preço de oito mil libras, que corresponde a (288$000 réis de dinheiro em 1914 e cerca de 10 cêntimos de Euro hoje sem ajuste à inflação), com régia munificência fez dele doação aos frades que, com as esmolas que obtiveram dos fieis, erigiram uma casa para onze frades e o guardião.

### Convento de Santa Catarina
Nos primeiros vinte anos, os frades trataram de alargar o edifício, primitivo, e fizeram uma igreja, enfermaria e claustro; concorrendo para esta última obra, D. João I, com, além de valiosas quantias, doze colunas de mármore que mandou trazer de Ceuta quando ornou aquela praça em 1415, eram conhecidas como As Doze Colunas de Ceuta. O primeiro muro que fechava a cerca foi feito em 1473, e ficava uns dez metros mais para dentro do que o actual, de ambos os lados. Ainda há vestígios dele, do lado dos Refugidos, perto da Paciência; e, do lado oposto, na mata, por baixo da escada da Ascensão. Foi no Capítulo da Ordem, celebrado no convento de Alenquer, em 1468, que se assentou em fazer-se tão necessária obra, e se autorizou, para o custeio dela e a compra de dois Breviários para o coro, a venda de uma cruz de prata que havia no convento, do peso de sete marcos, e de outra que estava quebrada.
A vedação deve ter sido apenas dos lados e pelo fundo; porque, como naquele tempo o limite da propriedade de Odivelas era a rocha, cortada a pique, que ainda se vê na mata, o muro deixava de ser necessário para aquela parte. No ano de 1486, havendo dissensões entre alguns frades da Ordem Franciscana, querendo uns viver com mais austeridade do que a outros convinha, celebrou-se um Capítulo em Alenquer para resolver a questão, o que se fez nomeando-se esta casa da Carnota, com algumas outras, para residência dos frades que quisessem seguir a regra mais rigorosa do glorioso Santo António.
Novas obras se fizeram no ano de 1511, no vigariado de Fr. Pedro de Santa Catarina. Foram estas: «um lavatório junto da fonte da Samaritana, porque não havia em que lavar senão duas pias de pedra que rompiam a roupa. Fez mais uma chaminé, junto da porta da cozinha, para se enxugar os frades hospedes quando viessem molhados. E sendo Vigário Frey Jaymes, frade leigo, aranjuez de nação, se fez o relógio de ferro com suas rodas e campana, o qual fez Frey João da Comenda, frade leigo, portuguez». A igreja de que se pintou o retábulo em 1450 não era a actual, mas outra que devia ser muito mais pequena, pois se lhe dá o nome de Oratório. O relógio de ferro, se existia em 1834, foi tirado depois; porque em 1860 existiam dele somente os pesos, que eram de pedra, e parte dos azulejos do mostrador, o qual ficava do lado do campanário, por cima da porta da sacristia, e tem os algarismos _ _ 1 2, não sendo possível fixar-se qual o número correspondente ao século que falta.
Por aquele tempo parece ter havido um grande tremor de terra (porventura o de 1531), que arruinou bastante o convento, foi por essa altura que António Corrêa Baharem ajudou apoiando monetariamente as obras de reconstrução do convento. E assim foram feitos a capela-mor, coro, capítulo, enfermaria, dormitório. Durante toda a primeira metade do século XVI, a casa da Carnota seguiu a regra dotaumaturgolisbonense, embora pertencesse à Ordem de S. Francisco.
Mas a separação desta e das outras casas, ordenada em 1486, não fez cessar as divergências entre os irmãos da Ordem, como se esperava, antes as avolumou; porque deu lugar a disputas sobre preferências, querendo os franciscanos ter a primazia pela antiguidade da origem, e os antoninos pela sua extrema virtude e austeridade. Em 1565 os conventos antoninos formaram-se em Custodia, que era um agrupamento de conventos, sujeitos a uma Província, mas governados por prelados seus. Não satisfeitos, porém, ainda assim, os antoninos alcançaram da Santa Sé, um breve, datado de 8 de Agosto de 1568, pelo qual se se constituiu uma Província nova, com a denominação de Província de Santo António dos Capuchos, e dela ficou a casa da Carnota formando parte, até à dissolução das ordens monásticas em 1834.
Por este tempo os frades tiveram ensejo de alargar os seus limites, e aproveitaram-no. Uns vizinhos dos Refugidos, João Gonçalves e sua mulher Maria Gomes, por escritura de doação, feita em 1546, deram-lhe um pedaço de terreno, fora da primitiva cerca; e Pero Sobrinho de Mesquita lhes fez doação de outro pedaço, em consequência de que puderam fazer o muro actual, e levá-lo até além da linha do rochedo, ficando-lhes assim, dentro do recinto as nascentes que davam água para a casa, e podendo tornar a floresta mais ampla e pitoresca. Foi esta a época em que mais desenvolvimento teve o embelezamento da propriedade. Achava-se aqui refugiado, em 1557, D. Manuel de Portugal, membro da bem fidalga casa daquele apelido. No seu serviço tinha um flamengo, cujo nome o Cronista não indagou, mas que diz ser tão perito, na arte da escultura, que dava a entender que o seu esculpir seria superior ao de Phidias (comparação provavelmente exagerada).
Este escultor flamengo dedicou-se à fabricação de imagens de barro cozido que se colocaram em capelinhas espalhadas pela mata. A primeira que acabou foi a de Cristo no Sepulcro, que ficou em uma capela metida debaixo do enorme penedo ao lado do qual se sobe pela escada da Ascensão. Depois lavrou uma imagem de S. Francisco recebendo as Chagas, que se diz ter sido um primor de viveza. Em 1563 temos notícia autêntica de outras obras feitas e relatadas em um documento que estava arquivado no cartório da casa. O Crucifixo e as imagens que estavam, aquele por cima do arco cruzeiro, e estas uma de cada lado, foram apelados no tempo que o ex-Convento esteve na posse do Sr. de Kantzow, a fim do Crucifixo poder ser emprestado para os Ofícios da Semana Santa na vila do Sobral de Monte Agraço. Nunca de lá voltou; e ainda se acha na igreja de Santa Aurélia nessa vila (onde é objecto de grande devoção dos povos locais).
Em 1571 teve lugar neste Convento, no primeiro dia do mês de Julho, estando ai o muito reverendo Domingos Simões, Capelão do Cardeal-InfanteD. Henrique, e Secretário do Conselho Geral da Inquisição, juntamente com o Notário da mesma Santa Inquisição, Pedro Álvares, perante eles e as testemunhas, Frei Francisco de Santa Ana e Frei Filipe de São Josué, moradores no Convento, compareceu Helena Jorge, viúva de Sebastião de Macedo, de Alenquer, e foi inquirida como testemunha de acusação contra o Cronista mor do Reino e erudito escritor, Damião de Goes, então preso nos cárceres da Inquisição, tio do falecido marido dela.

### Padroado de António Corrêa Baharem
A António Corrêa Baharem, foi dado o padroado da capela-mor em agradecimento da sua muita generosidade na reedificação da casa; e quando faleceu, em 1556, foi aí enterrado, lavrando-se o seu epitáfio na grande campa que ainda existe. O padroado importava a obrigação de reparar a capela-mor todas as vezes, que ficasse em estado de precisar disso. Assim aconteceu em 1603, quando o bisneto daquele grande capitão, outro António Corrêa de Baharem, despendeu avultada quantia na restauração da capela, e mandou ali colocar o escudo das suas armas. Além de tudo isso, fez doação perpetua de uma arroba de vaca cada semana, para sustento dos frades, cem de esmola arbitraria para os dias de peixe, Adventos e Quaresma.
Em 1622 os frades obtiveram do Papa Gregório XV um Breve para todos os fieis que, confessando as suas culpas e comungando, visitassem a igreja e altar de Santa Catarina no seu dia, sem limitar-lhe as horas, com Indulgência Plenária e remissão de todos os seus pecados. Quatro anos depois foi impresso um livro de formato pequeno mas 784 paginas: A Obrigação do Frade Menor de Frei Dâmaso da Presentação, então pregador e "Guardião" neste convento. O tipógrafo que assim se obrigou a acarretar prelo e tipo para estes montes (recebendo talvez apenas o sustento em paga do seu trabalho) foi António Alvares, e acabou a sua tarefa em 1627. Ficou obra razoavelmente perfeita, tanto que um exemplar, foi mandado para a Exposição de Paris, de 1867, como amostra da perfeição com que se imprimia naquela época. Outro exemplar voltou à casa em 1887, quase no estado em que a tinha deixado, 260 anos antes, e lá se conserva depositado.
No fim do terceiro quartel do século XVII, tendo-se extinguido a linha da varonia de António Corrêa de Baharem, os novos possuidores de sua casa descuraram do pagamento do encargo pio do padroado, e os atrasados acumularam-se até fazerem um total difícil para eles de solver.

### Padroado de D. Pedro II
Em 1679 o Príncipe Regente, D. Pedro II, movido por motivos religiosos ou políticos, ordenou aos frades que procurassem pôr o padroado livre, porque ele seria padroeiro deste e de todos os mais conventos que na Província o não tivessem. Os sucessores de António Corrêa foram intimados, judicialmente, para pagar ou desistir do padroado, e como optaram pela desistência, o príncipe declarou-se "Padroeiro" do convento, ao qual fez mercê, a 21 de Abril do referido ano, de um alvará de sessenta mil réis de Ordinária, pagos pela Casa do Infantado, visitando depois os religiosos, a quem tratava com particular amor. No mesmo ano de 1679, sendo Guardião Fr. Jerónimo da Conceição, as Armas Reais foram colocadas com toda a solenidade sobre o arco da capela-mor e o da Portaria, onde ainda se vêem. Provavelmente na mesma ocasião as ossadas dos jazigos dos padroeiros foram passadas para outro, no claustro, na campa do qual se reproduziu o mesmo epitáfio que foi picado na campa da capela-mor, e o escudo das armas dos Corrêas Baharens tirado.
Onze anos depois, a 7 de Julho de 1690, a herdeira da casa dos Baharens, D. Paula de Alcáçova, mulher de António de Basto Pereira, faleceu, e, apesar de ter desistido do padroado, trouxeram seu corpo a enterrar no convento. Por convenção, ficou em depósito no carneiro por baixo do altar de Santo António. Depois da morte de D. Pedro II, o Infante D. Francisco mandou continuar o pagamento da anuidade ao convento; e veio disfarçado visitar a casa. Agradado do que viu, denunciou-se aos frades como seu Padroeiro; e mandou dar-lhes uma esmola de madeiras, do parque de Sernache do Bom Jardim, para as suas obras.

### A decadência do Convento
Pessoa que visitou este convento entre 1735 e 1740 deixou escrito que tinha, então, todas as oficinas necessárias, e cómodo para recolher vinte e cinco e mais religiosos, em celas com bem regulados dormitórios. Quinze anos depois, o grande terramoto de 1755 reduziu tudo a um montão de ruínas. O ressalto que há na parede da casa, do lado dos Refugidos, indica bem que, daí para cima, tudo quanto eram celas e dormitórios abateu.
Depois de reedificado dos danos do Terramoto, pouco ou nada se sabe da história do convento até à fugida dos frades, e a extinção das ordens monásticas, em 1834, quando passou a fazer parte dos próprios nacionais, e foi arrendado, de ano para ano, ao capitão Francisco Solano de Mendonça e outros, pela insignificante renda anual de 14$400 réis.
Durante este tempo, os povos limítrofes aproveitaram-se do estado de abandono em que o prédio estava, para roubarem tudo quanto lhes apetecia, e que fosse de fácil remoção. Na época da extinção a lotação da casa era de 18 frades.Tendo sido anunciado para a venda, o convento e a cerca foram vendidos, em 17 de Fevereiro de 1845, ao então ministro da Suécia, Carlos Adolfo de Kantzow, depois feito Barão de S. Jorge de Kantzow, pelo preço de 2073$500 réis, na forma da lei, isto é 207$300 réis em metal, 626$200 em papel moeda, e 1.240$000 réis em títulos denominados azuis.

## Condado e Casa de Família
Carlos Adolfo de Kantzow tornou a vendeu tudo, a 5 de Fevereiro de 1852, a John Smith Athelstane, depois feito Conde de Carnota (sendo o preço do imobiliário de 800$000 réis, em metal, mas entrando na venda, por convenção particular, mobiliários no valor de 250$000 réis).
Durante o tempo que a propriedade esteve em poder do Conde de Carnota, o edifício e a cerca sofreram uma completa restauração e alteração, sendo quase todas as obras de madeira feitas por carpinteiros ingleses que mandou vir da sua pátria. Até ao tempo do seu falecimento, tinha gasto nestas obras mais de dezoito contos de réis. Pelo falecimento do Conde de Carnota, esta Quinta, com tudo o mais que possuía em Portugal, passou ao poder do seu herdeiro Guilherme João Carlos Henriques, que, com igual amor e dedicação, recursos e perícia, a conservou e embelezou. Nela continuou a viver com a sua família.
O Conde de Carnota e Guilherme João Carlos Henriques, fizeram da Quinta a sua morada fixa em Portugal. Lá escreveram grande parte do seu trabalho literário e jornalístico e criaram quadros e outros bens de teor artístico. Era uma casa muito conhecida na zona, e também nalguns pontos da capital. Recebeu festas de sociedade e era muitas vezes um lugar de eleição para descansar para João Carlos Saldanha Oliveira Daun, 1.º Duque de Saldanha, visto este ter casado em segundas núpcias com a irmã do Conde de Carnota, Carlota Isabel Maria Smith. Guilherme João Carlos Henriques mantinha também uma estreita relação com o Duque, pois este era seu padrinho. Terá sido Guilherme João Carlos Henriques quem melhor soube aproveitar a Quinta no seu aspecto familiar. Ali se casou com a sua primeira mulher Maria de Jesus, uma camponesa da aldeia de Refugidos e ai viveu com os seus oito filhos. Teve ainda uma segunda mulher que também habitou a Quinta.
João Carlos Henriques, filho e herdeiro de Guilherme João Carlos Henriques, aumentou em grande escala a fortuna deixada por seu pai. Fez da Quinta uma casa de campo onde se realizavam grandiosas festas com seus irmãos, primos, restantes familiares e amigos. Foi João Veiga Henriques (filho de João Carlos Henriques), que numa vida de vício e extravagância destruiu esta fortuna e acabou por vender a quinta. Esta esteve ao abandono durante alguns anos e depois voltou a actividade.

## Carnota Actual
É hoje em dia um hotel de luxo e está actualmente em óptimo estado de conservação graças ao investimento privado nela realizado. Voltou ao seu antigo nome de "Convento de Santa Catharina" (i.e. Catarina). Hoje está localizada dentro dos limites da Freguesia de Santo Estêvão, e pela Estrada 115-3, perto do lugar de Refugidos (Cadafais), sendo classificado pela Câmara Municipal de Alenquer como "Valores a proteger"